# Hector Fabre
Pour les articles homonymes, voir Fabre.
Hector Fabre, né le 9 août 1834 à Montréal et mort le 2 septembre 1910 au Chesnay, est un journaliste, sénateur, intellectuel et diplomate québécois . Il est le premier représentant officiel du Québec à Paris et le premier commissaire général du Canada à Paris.

## Biographie

### Vie de famille
En 1826, Édouard-Raymond Fabre et Luce Perreault se marient à Montréal. De cette union naissent 11 enfants, dont Hector Fabre en 1834.
Édouard-Raymond est libraire de formation. À la naissance d’Hector, il possède l’une des librairies les plus influentes de Montréal. En effet, cette dernière constitue alors le principal lieu de rencontre de l’élite nationaliste et patriote, et elle le demeure jusqu’en 1854. Édouard-Raymond Fabre s’inscrit au sein du mouvement réformiste et est en faveur des idéaux liés à l’instauration du gouvernement responsable. En 1835, il devient le trésorier de la nouvelle Banque du Peuple. Lors des évènements entourant les Rébellions des patriotes de 1837-1838, il travaille comme principal financier du mouvement  et agit en tant que conseiller personnel de Louis-Joseph Papineau avec lequel il développe une amitié sincère. Lors des années suivantes, il travaille à financer le retour des exilés, dont Papineau qu’il reçoit personnellement au Québec en 1845. En 1849, Édouard-Raymond Fabre est élu maire de Montréal. Lors de cette même année, il doit notamment faire face à l’incendie du parlement de Montréal, résultant de la révolte des torys, et à l’épidémie de choléra qui affecte Montréal. Fabre est réélu en pour un second mandat en 1850. Il décède du choléra en 1854.
Luce Perreault, la mère d'Hector Fabre, est la sœur de Charles-Ovide et Louis Perreault, tous deux très impliqués au sein du mouvement réformiste bas-canadien. Luce est une femme sensible aux situations d’exclusion, à la pauvreté et à la marginalité. Elle est notamment directrice de la Corporation de l’Asile de Montréal, pour laquelle elle participe à l’organisation des levées de fonds. Elle est également la trésorière de la Société des dames de la charité.
Parmi les dix frères et sœurs d’Hector Fabre, certains s’illustrent de manière notable. Édouard-Charles, le frère aîné d’Hector, est évêque de Montréal, puis devient le premier archevêque de Montréal en 1876. Ce dernier, en tant que digne successeur de Mgr Bourget, s’inscrit au sein de l’école de pensée ultramontaine. De plus, sa sœur Hortense Fabre épouse George-Étienne Cartier en 1846. Ce dernier est un ancien révolutionnaire du mouvement des patriotes, acteur important du mouvement « réformiste » d’après 1840, et qui deviendra ultimement l’un des Pères de la Confédération canadienne de 1867.
En 1864, Hector Fabre épouse Flora Stein, dont le père est originaire d’Alsace-Lorraine. De cette union nait Paul Fabre, en 1867. Paul fait ses études secondaires à Paris, travaille dès 1892 avec son père pour le journal Paris-Canada, et fonde un cercle littéraire nommé Le Gardénia. En somme, Paul Fabre est l’un des premiers conseillers culturels canadiens à Paris. Il meurt prématurément en 1902, à l’âge de 35 ans.

### Jeunesse et formation
En 1842, Hector Fabre commence ses études chez les Frères des écoles chrétiennes à Montréal. Il poursuit ensuite sa scolarité au Collège de l’Assomption, puis au Petit Séminaire de Montréal. Fabre est un adolescent d’une forte intelligence. Rapidement, il se distingue des autres jeunes par son assiduité et sa précocité, qui font de lui un élève travailleur et appliqué. Fabre baigne dans l’univers littéraire des grands écrivains français. Il aime écrire, et lit des auteurs tels que Victor Hugo, Alphonse de Lamartine, Alfred de Musset ou Alexandre Dumas. Sa jeunesse est également teintée par le fort engagement de ses parents au sein du mouvement des Rébellions des patriotes de 1837-1838. En effet, parce que la librairie de son père Édouard-Raymond Fabre est le lieu de rencontre de plusieurs penseurs du mouvement nationaliste, le jeune Hector fréquente depuis son jeune âge des personnalités influentes telles que Louis-Hippolyte Lafontaine, Augustin-Norbert Morin ou Edmund Bailey O’Callaghan.
En 1851, soit à l’âge de 17 ans, Fabre s’engage au sein du milieu libéral de l’Institut canadien de Montréal. Héritier des valeurs nationalistes de ses parents, il s’engage rapidement dans une reformulation du libéralisme politique qui considère à la fois les intérêts de la nation et du clergé. En 1852, Fabre publie une esquisse biographique de l’un de ses héros du mouvement patriote, soit François-Marie-Thomas Chevalier de Lorimier. Son récit est porteur d’un message résolument nationaliste canadien-français, et témoigne d’une profonde opposition au colonialisme britannique. De plus, cette publication laisse entrevoir une certaine critique des valeurs anticléricales de l’une des branches les plus radicales de l’Institut canadien.
À la suite de ses études au Petit Séminaire de Montréal, Fabre part pour un séjour aux États-Unis afin d’apprendre la langue anglaise. Il réside à Albany chez un ami de son père, le Dr Edmund Bailey O’Callaghan. Ce séjour est pour lui l’occasion de se former un point de vue favorable au mouvement annexionniste, qui fut entre autres valorisé par Papineau, les Rouges et certains tories lors de la fin des années 1840. De plus, tout au long de son exode, il collabore au journal libéral Le Pays en y publiant ses « Chroniques américaines ».
À son retour des États-Unis, Hector Fabre entame un stage de quatre ans auprès de son beau-frère George-Étienne Cartier afin de devenir avocat. À propos de cette relation entre Fabre et Cartier, le journaliste Louis-Olivier David souligne que les deux hommes se ressemblent très peu : « Aux yeux de Cartier, si laborieux, si actif, et si positif, Fabre était plus ou moins rêveur, plein d’esprit et d’imagination, il est vrai, mais pas assez pratique pour devenir un véritable avocat. » Somme toute, Hector Fabre devient officiellement avocat en 1856, et ouvre un cabinet avec Siméon Le Sage et Louis-Amable Jetté. Toutefois, il met rapidement un terme à cette carrière qui ne l’enthousiasme guère. Ainsi, à 22 ans, il est toujours à la recherche de sa voie.
Dans ce contexte, il décide qu’il ira séjourner pendant un an à Paris chez sa tante Julie. Fabre se rend donc pour la première fois dans la capitale française, ou il assiste notamment aux funérailles de son poète préféré, Alfred de Musset. Rêveur et romantique, ce séjour est pour lui l’occasion de renouer avec le monde des lettres. À son retour au Bas-Canada, Hector Fabre présente une première conférence qui porte sur « L’avenir de la France », par laquelle il se positionne contre les actions de Napoléon III.

### Carrière journalistique et politique
Fabre se lance dans le monde du journalisme en 1858, soit lorsqu’il a 24 ans. Il débute pour L’Ordre, un journal de Montréal dont la ligne éditoriale se range du côté des libéraux et du clergé. À travers les pages de ce journal dont il est le rédacteur en chef, Fabre développe sa pensée, et formule une nouvelle interprétation d’un libéralisme catholique canadien-français. Ce contexte idéologique contribue à la formation d’une importante scission au sein de l’Institut canadien, où certains membres sont résolument anticléricaux, et d’autres en faveur d’un libéralisme catholique à l’image de celui présenté dans les pages de L’Ordre. Ainsi, en 1858, 20% des membres de l’Institut canadien donnent leur démission de l’association, dont Hector Fabre. Cette année voit donc l’inauguration de l’Institut canadien-français, une nouvelle association dont l’objectif est de concilier les intérêts du clergé et de la nation.
En 1863, Hector Fabre déménage dans la ville de Québec afin d’occuper le poste de Rédacteur en chef du journal Le Canadien, un journal fondé en 1806 par Pierre Stanislas Bédard, et qui fut au cœur du mouvement patriote, puis réformiste. Fabre prend notamment position en ce qui concerne le projet de Confédération des provinces canadiennes, auquel il s’oppose nettement. En revanche, la position de Fabre vis-à-vis l’enjeu de l’avenir du Bas-Canada est ambivalente. Il hésite entre l’annexion de la province aux États-Unis, ou son accès complet à l’indépendance. Toutefois, lors de la signature de l’Acte de l’Amérique du Nord britannique (AANB) de 1867, il se résigne à accepter la situation qui, pour le Canada français, est tout de même plus avantageuse que l’Union.
En 1867, soit à l’âge de 33 ans, Hector Fabre fonde le journal l’Évènement, dont il est l’unique propriétaire jusqu’en 1883. Lors de ses années actives au journal, il prend librement la parole sur plusieurs enjeux de société, dont la Confédération canadienne. En 1871 il est toujours hésitant, et réfléchit encore à la possibilité d’annexer le Bas-Canada aux États-Unis. Selon lui, l’AANB contribue à endetter le Canada, et provoque entre autres l’exode de plusieurs milliers de Canadiens vers les États-Unis. Fabre s’intéresse également aux événements entourant la guerre franco-allemande, et porte une attention particulière au climat sociopolitique de la France lors de la guerre civile de 1870.
Cependant, le journal représente un certain coût financier, ce qui entraîne Fabre à tenter sa chance en politique. En 1873, il se présente en tant que candidat nationaliste lors d’une élection partielle à Québec en vue de devenir député fédéral, mais une défaite électorale s’ensuit. Toutefois, en 1875, il est nommé sénateur par le gouvernement libéral d’Alexander Mackenzie, ce qui le contraint à concéder les rênes de son journal à Nazaire Levasseur. Le journal l’Évènement disparaît exactement cent ans plus tard, soit en 1967.
En raison de son nouveau rôle de sénateur, Fabre se fait confier divers mandats liés aux relations internationales entre la France et le Canada. Il s’installe à Paris avec sa femme Flora et leur fils Paul en 1877, tout en continuant de voyager régulièrement au Canada. En 1879, le gouvernement fédéral lui confie une mission d’enquête visant à « définir les différentes possibilités d’accroissement du commerce franco-canadien. » D’autres commissions d’enquête lui sont ensuite confiées, et ce dans l’optique d’élargir le réseau de relations diplomatiques et économiques du Canada vis-à-vis quelques États européens, dont la Suisse et l’Angleterre. En 1880, Fabre réussit à obtenir un emprunt de quatre millions de dollars auprès de certains banquiers français, et il participe activement à la mise en place du Crédit foncier franco-canadien. Dès lors, plusieurs de ses initiatives ont des retombées directes et importantes sur les institutions financières, les compagnies et les grandes industries du Québec.

### Représentation officielle du Québec et du Canada à Paris
À l’été 1881, Fabre reçoit Adolphe Chapleau, le premier ministre du Québec, pour un séjour de six mois à Paris. Ce dernier en revient convaincu que les capitaux nécessaires à la concrétisation de ses projets socioéconomiques se trouvent en France, et qu’il importe de développer les relations entre la France et le Québec. En effet, Chapleau souhaite alors développer le réseau ferroviaire du Québec et poursuivre les projets de colonisation des nouvelles terres. Ainsi, c’est dans ce contexte qu’en 1882, Hector Fabre est nommé agent général de la province à Paris par le gouvernement du Québec. Quelques mois plus tard, Fabre est également nommé représentant du Canada par le gouvernement fédéral de Macdonald. Dès lors, il devient le tout premier diplomate québécois et canadien à être nommé dans l’Hexagone. Plusieurs mandats visant l’intérêt du Canada sont alors confiés à Hector Fabre. Principalement, il est attendu que sa présence favorise l’immigration des Français vers le Canada, et qu’il assure le développement des relations culturelles et économiques qui unissent les deux pays.
Afin de remplir son mandat, Fabre déploie de nombreuses stratégies. En 1884, il fonde le journal Paris-Canada, qu’il diffuse à la fois en Europe et en Amérique jusqu’en 1909. L’objectif de ce journal est de servir les intérêts canadiens en France. Graduellement, ce journal devient le principal « organe » du commissariat du Canada en France. La revue informe sur le potentiel économique du Canada, sur les projets de colonisation des nouvelles terres, sur l’actualité politique et sur les possibilités d’immigration au pays. De plus, selon Garneau, on « n’hésite pas à justifier le rapprochement économique par des appels aux sentiments et à la solidarité culturelle des français (sic). » Notamment, les pages du journal font souvent référence à la langue, l’histoire et la culture communes qui unissent les Français et les Canadiens français. Dès lors, en favorisant les échanges littéraires et artistiques franco-canadiens, il permet au Canada de gagner significativement en visibilité sur la scène parisienne. Les pages de ce journal accueillent de nombreux écrivains notoires, dont Charles ab der Halden et l’abbé Casgrain, à titre d’exemple. En somme, Paris-Canada permet aux deux pays de reconnaître mutuellement leurs productions culturelles, ce qui contribue grandement à renouveler le lien diplomatique les unissant.
Fabre s’occupe également d’accueillir différentes personnalités canadiennes lors de leurs séjours en France. Il reçoit notamment le curé Antoine Labelle, le premier ministre québécois Honoré Mercier qui vient séjourner à Paris en 1891  et le premier ministre canadien Sir Wilfrid Laurier en 1897. Les premiers ministres Thompson et Tupper sont également reçus par Fabre lors de leurs passages en Europe. Il présente également plusieurs conférences sur le Québec et sur le Canada , et organise plusieurs activités visant à réunir les Canadiens et les Français en France. Par exemple, il fonde La Boucane, une association d’amitié franco-québécoise, ainsi que la branche française de la Société Saint-Jean-Baptiste.
La fonction de Fabre soulève toutefois des interrogations en France en raison de sa double nature. En effet, il représente à la fois une société canadienne-française (le Québec) et un Dominion britannique (le Canada). De plus, plusieurs incompréhensions idéologiques se font sentir entre le Québec ultramontain de la deuxième moitié du XIXe siècle et les républicains français, ce qui ne facilite pas les retrouvailles entre les deux nations. Enfin, certains historiens soulèvent que le mandat de Fabre se situe quelque part « entre les relations publiques et la propagande », ce qui représente, évidemment, un enjeu majeur pour le diplomate canadien. De plus, l’objectif d’attirer des immigrants français au Canada fut un échec. Le côté français s’oppose à cet effort de recrutement, et préfère que les immigrants français peuplent les colonies françaises, plutôt qu’un dominion britannique. Bien que Fabre soit accepté en France, il ne parvient pas à vaincre l’opposition au recrutement des gouvernements français.

### Dernières années
Les dernières années de la vie de Fabre sont fortement teintées par la perte de plusieurs membres de sa famille. En effet, son frère Édouard-Charles et sa sœur Hortense disparaissent en 1898. En décembre 1902, Paul, le fils d’Hector et de Flora, meurt prématurément à l’âge de 35 ans, ce qui foudroie existentiellement le diplomate. L’année suivante, c’est au tour de Luce Perreault, la mère d’Hector, de rendre l’âme.
Hector Fabre demeure tout de même en poste jusqu’à sa mort, le 2 septembre 1910, à l'âge de 76 ans. Il meurt en banlieue de Paris, dans la commune du Chesnay. Il est inhumé en France au cimetière ancien de Boulogne-Billancourt, tout comme son fils Paul et sa femme Flora, qui meurt en 1926.

## Héritage
Le successeur immédiat d’Hector Fabre au titre de représentant du Canada est Philippe Roy, un sénateur albertain qui demeure en poste jusqu’en 1938. Ce dernier cédera ensuite sa place au futur Gouverneur général du Canada, Georges Vanier. Cependant, ces représentations ne concernent que le Canada. Pour ce qui est du Québec, il faudra attendre 1961 avant qu’un représentant officiel du Québec en France soit nommé, c’est-à-dire lorsque le gouvernement de Jean Lesage officialisera son action diplomatique avec l’inauguration de la Délégation générale du Québec à Paris. Hector Fabre fut ainsi l’un des pionniers ayant permis l’établissement de relations internationales durables entre la France, le Canada et le Québec.

## Chronologie partielle
- 1834 – Le 9 août, naissance d’Hector Fabre à Montréal.
- 1851 – Début de l’engagement pour l’Institut canadien de Montréal.
- 1852 – Publication d’un récit sur le Chevalier de Lorimier.
- 1856 - Premier séjour en Europe.
- 1858 – Début de la carrière journalistique d’Hector Fabre. Il travaille pour L’Ordre, un journal de Montréal.
- 1858 – Démission de l’Institut canadien, et participation à la fondation de l’Institut canadien-français.
- 1863 – Déménagement à Québec. Fabre commence à diriger le journal Le Canadien.
- 1864 – Mariage avec Flora Stein.
- 1867 – Naissance de son fils Paul Fabre.
- 1867 – Fondation du journal L’Évènement.
- 1873 – Échec électoral à Québec.
- 1875 – Fabre est nommé sénateur par le premier ministre libéral Alexander Mackenzie. Il déménage à Ottawa.
- 1876 – Édouard-Charles Fabre, son frère, est nommé premier archevêque de Montréal.
- 1877 – Publication des Chroniques.
- 1879 – Une première mission d’enquête à Paris est confiée à Fabre.
- 1881 – Fabre reçoit Adolphe Chapleau à Paris.
- 1882 – En février, Fabre est nommé agent de la province de Québec à Paris par le premier ministre Chapleau. En juillet, il est nommé représentant du Canada par le gouvernement de John A. MacDonald.
- 1883 – Hector Fabre cesse d’être propriétaire du journal L’Évènement.
- 1884 – Fondation du journal Paris-Canada.
- 1891 – Fabre reçoit le premier ministre du Québec Honoré Mercier en France.
- 1897 – Fabre reçoit le premier ministre du Canada Sir Wilfrid Laurier en France.
- 1902 – Décès prématuré de son fils Paul Fabre, à l’âge de 35 ans.
- 1909 – Fin de la diffusion de la revue Paris-Canada.
- 1910 – Le 2 septembre, décès d’Hector Fabre.

## Publications
Hector Fabre signe des articles dans des journaux et revues de son époque (L'Ordre, Le Canadien). Il fonde deux publications : le journal L'Événement de Québec et la revue Paris-Canada. Il est aussi l'auteur de quelques livres et brochures :
- Esquisse biographique sur Chevalier de Lorimier, 1856
- La St-Jean-Baptiste à Québec, 1865
- Confédération, indépendance, annexion, 1871
- Pourquoi j'ai été battu, 1873
- Chroniques, 1877
- Société des études coloniales et maritimes, 1884

## Honneurs
- Membre de la Société royale du Canada, 1882
- Compagnon de l'ordre de Saint-Michel et Saint-Georges, 1886
- Chevalier de la Légion d'honneur, 1887

## Hommages
- En 1956, une rue, maintenant avenue est nommée en son honneur dans l'ancienne ville de Sainte-Foy, maintenant présente dans la ville de Québec.
- En 2000, le Ministère des Relations internationales et de la Francophonie créé le Prix Hector-Fabre, composé d'un trophée et d'une bourse de 25 000$.
- En 2003, l’historien Robert Comeau fonde la Chaire Hector-Fabre d’histoire du Québec à l’UQAM.
- En 2010, la Société du patrimoine politique du Québec (SOPPOQ) tient un colloque sur l’histoire des relations internationales entre la France, le Québec et le Canada. La période étudiée lors du colloque recouvre de 1882 à 1961, soit de la nomination de Fabre à la création de la Délégation générale du Québec à Paris.